# 74-й гвардейский армейский артиллерийский полк
74-й гвардейский армейский артиллерийский Краснознамённый полк — воинское соединение Вооружённых сил СССР в Великой Отечественной войне и в войне с Японией.

## История
Свою историю ведёт от Петроградского отдельного тяжёлого артиллерийского дивизиона, созданного в апреле 1918 в Выборгском районе Петрограда из красногвардейцев и рабочих-добровольцев. В дальнейшем после ряда переформирований на базе его был создан 56-й корпусный артиллерийский полк, который перед Великой Отечественной войной входил в состав 21-го стрелкового корпуса Западного Особого военного округа.
В начале июля 1941 года полк был передан в 22-ю армию Западного фронта и оперативно подчинён коменданту Полоцкого УР. Впервые вступил в бой 4 июля западнее Полоцка. До 16 июля воины полка совместно с др. частями стойко обороняли город, а затем под натиском превосходящих сил противника были вынуждены отойти на новый рубеж обороны.
В августе—сентябре 1941 в ходе оборонительных боёв на великолукском и торопецком направлениях полк поддерживал огнём соединения 22-й армии. В битве под Москвой в составе 22-й, а с 17 ноября 1941 31-й армии участвовал в оборонительный, а затем в наступательных боях в районах Андреаполя, Старицы, Калинина, Погорелое-Городище, Зубцова и на других участках.
В конце июля — начале сентября 1942 года поддерживал наступление соединений 31 А в ходе Ржевско-Сычёвской наступательной операции. За образцовое выполнение боевых заданий командования, стойкость, организованность и героизм личного состава был преобразован в 74-й гвардейский армейский артиллерийский полк (17 ноября 1942).
Награждён орденом Красного Знамени (19 июня 1943).
Во 2-й половине июня 1943 года на базе полка была сформирована 15-я гвардейская пушечная артиллерийская Краснознамённая бригада.

Закончила войну на Дальнем Востоке, как 15-я гвардейская армейская пушечная артиллерийская Неманская Краснознамённая орденов Суворова и Кутузова бригада

## Состав бригады
- 3 артиллерийских дивизиона

## Подчинение
- Входил в состав 21-го стрелкового корпуса Западного Особого военного округа, в 22-ю армию Западного фронта, в 31-ю армию

## Командиры
- Майор, с 27. 7. 1941 подполковник, с 24. 3. 1942 полковник Я. Е. Музыченко (июнь 1941—май 1942);
- Капитан, с 24. 7. 1942 майор, с 2. 11. 1942 подполковник, с 10. 10. 1943 полковник А. Ф. Соколов (май 1942—до конца войны).

## Награды и наименования
| Награда (наименование) | Дата       | За что получена |
| ---------------------- | ---------- | --- |
| Гвардейский            | 17.11.1942 | |
| Орден Красного Знамени | 19.06.1943 | За образцовое выполнение боевых заданий командования на фронте борьбы с немецкими захватчиками и проявленные при этом доблесть и мужество |